# Mêda (freguesia)
A Freguesia de Mêda é uma antiga freguesia portuguesa do Município de Mêda, a qual tiha  27,87 km² de área e 1 987 habitantes (2011), tendo, por isso, uma densidade populacional de 71,3 hab/km².
A Freguesia de Mêda foi extinta (agregada) pela reorganização administrativa de 2012/2013, tendo o seu território sido agregado ao das Freguesias de Outeiro de Gatos e Fonte Longa para criar a União de Freguesias de Mêda, Outeiro de Gatos e Fonte Longa.
A vila de Mêda, sede da freguesia, foi elevada à categoria de cidade em 9 de Dezembro de 2004. 

## População
| Totais e grupos etários | Totais e grupos etários | Totais e grupos etários | Totais e grupos etários | Totais e grupos etários | Totais e grupos etários | Totais e grupos etários | Totais e grupos etários | Totais e grupos etários | Totais e grupos etários | Totais e grupos etários | Totais e grupos etários | Totais e grupos etários | Totais e grupos etários | Totais e grupos etários | Totais e grupos etários |
| ----------------------- | ----------------------- | ----------------------- | ----------------------- | ----------------------- | ----------------------- | ----------------------- | ----------------------- | ----------------------- | ----------------------- | ----------------------- | ----------------------- | ----------------------- | ----------------------- | ----------------------- | ----------------------- |
|                         | 1864                    | 1878                    | 1890                    | 1900                    | 1911                    | 1920                    | 1930                    | 1940                    | 1950                    | 1960                    | 1970                    | 1981                    | 1991                    | 2001                    | 2011                    |
| Total                   | 1 012                   | 1 161                   | 1 342                   | 1 659                   | 1 687                   | 1 624                   | 1 946                   | 2 338                   | 2 045                   | 2 029                   | 2 036                   | 2 172                   | 2 224                   | 2 094                   | 1 987                   |

| 0-14 anos  | 15-24 anos | 25-64 anos     | 65 e + anos |
| 338 \| 266 | 312 \| 194 | 1 029 \| 1 068 | 415 \| 459  |
| -21%       | -38%       | +4%            | +11%        |

## Património
- Castelo da Mêda
- Pelourinho de Mêda